# Scubilione Rousseau
Jean-Bernard Rousseau, in religione fratel Scubilione (Annay-la-Côte, 22 marzo 1797 – Sainte-Marie, 13 aprile 1867), è stato un religioso francese della congregazione dei Fratelli delle scuole cristiane, missionario nell'isola della Réunion. È stato beatificato da papa Giovanni Paolo II nel 1989.
Il suo elogio si legge nel Martirologio romano al 13 aprile.